# Xã Great Bend, Quận Spink, South Dakota
Xã Great Bend (tiếng Anh: Great Bend Township) là một xã thuộc quận Spink, tiểu bang Nam Dakota, Hoa Kỳ. Năm 2010, dân số của xã này là 44 người.